# Gloeopeniophorella
Gloeopeniophorella — рід грибів родини Сироїжкових (Russulaceae). Назва вперше опублікована 1934 року.